# Joy Page
Joy Page (* 9. November 1924 in Los Angeles County, Kalifornien als Joy C. Page; † 18. April 2008 in Los Angeles) war eine US-amerikanische Schauspielerin.

## Leben
Joy Page gab 1942 ihr Filmdebüt in der Nebenrolle der vor den Nationalsozialisten geflohenen Annina Brandel an der Seite von Humphrey Bogart und Ingrid Bergman in dem Filmklassiker Casablanca. Zwei Jahre später spielte sie neben Marlene Dietrich in Kismet. Danach verlief ihre Karriere eher im Mittelmaß, in den 1950er-Jahren hatte sie ein paar weibliche Hauptrollen in B-Filmen wie Bullfighter and the Lady mit Robert Stack. Ihr letzter von acht Filmen war Sie nannten ihn Komantsche aus dem Jahr 1958. Ebenfalls absolvierte sie in den 1950er-Jahren einige Auftritte in Fernsehserien. Anfang der 1960er-Jahre zog Page sich schließlich ins Privatleben zurück.
Joy Page war die Tochter des Schauspielers Don Alvarado und die Stieftochter von Filmproduzent Jack L. Warner, der ihre Filmkarriere nicht förderte: Casablanca blieb Pages einziger Film für Warner Brothers, wo ihr Stiefvater Mitbegründer und über Jahrzehnte der mächtigste Mann war. Sie war von 1945 bis 1970 mit dem Schauspieler und Fernsehproduzenten William T. Orr verheiratet. Ihr Sohn ist der Produzent Gregory Orr.

## Filmografie (Auswahl)
- 1942: Casablanca
- 1944: Der Kalif von Bagdad (Kismet)
- 1948: Der Menschenfresser von Kumaon (Man-Eater of Kumaon)
- 1951: Bullfighter and the Lady
- 1953: Conquest of Cochise
- 1953: Fighter Attack
- 1955: In all diesen Nächten (The Shrike)
- 1958: Sie nannten ihn Komantsche (Tonka)